# OD (jeu vidéo)
Pour les articles homonymes, voir OD.
OD est un futur jeu vidéo d'horreur développé par Kojima Productions et publié par Xbox Game Studios. Hideo Kojima et Jordan Peele en sont les scénaristes.

## Synopsis
L'histoire d'OD n'a pour l'instant pas encore été révélée, mais d'après Kojima, le jeu « explore le concept de tester votre seuil de peur ». Kojima déclare qu'il « travaille avec les studios Xbox et leur technologie de cloud pour réussir le challenge de créer un tout nouveau style de jeu - ou une nouvelle forme de média - unique et immersif ».
En novembre 2022, 2 minutes trente de jeu ont fuités durant un stream tourné sur un téléphone sur X, montrant une infirmière se balader avec une lampe torche dans un sombre - présumé - hôpital, respirant très fort. A la fin, elle s'assoit, regarde la caméra puis crie, laissant apparaitre le message « Gameover », qui devient « Overdose ».

## Développement
Le 31 décembre 2024, Hideo Kojima annonce que la production d'OD, ainsi que celle de Physint, a été affectée par la grève des acteurs du jeu vidéo. Le studio a donc dû suspendre la numérisation et le tournage des acteurs durant le second semestre de 2024 à cause du mouvement de grève lancé par le syndicat SAG-AFTRA en juillet 2024. Les principaux concernés (acteurs comme doubleurs) réclament de meilleures garanties d'avenir, notamment sur l'exploitation de leurs visages et de leurs voix par des intelligences artificielles génératives,,.

### Distribution
Hideo Kojima et Jordan Peele sont les scénaristes du jeu vidéo.
Ont été annoncés comme acteurs, :
- Sophia Lillis
- Hunter Schafer
- Udo Kier